# Banc d'Espanya (Lleida)
Banc d'Espanya és una obra de Lleida protegida com a bé cultural d'interès local.

## Descripció
Edifici capçal de l'illa de cases, amb semisoterrani, planta baixa, dos pisos i dipòsits superiors. La planta baixa sembla inspirar-se en un sòcol. El cos superior està lligat, per una columnata dòrica, a l'eix de la façana principal. Ve rematat pel volum dels dipòsits. El pati central està cobert amb una gelosia de vidre.
L'edifici estava concebut per donar amb una façana a l'avinguda Blondel. L'estructura és a base de murs i pilars de càrrega amb forjats isostàtics.